# Alchemist (album)
Alchemist è il settimo album del disc jockey, produttore discografico, musicista e cantante norvegese Aleksander Vinter, il quinto sotto lo pseudonimo di Savant. È stato pubblicato il 12 dicembre 2012.

## Tracce
1. Mother Earth – 5:14
2. Sky is the Limit (feat. Donny Goines) – 5:21
3. Sledgehammer – 3:54
4. Alchemist (feat. Gino Sydal) – 4:37
5. Dancer in the Dark – 5:11
6. Hungry Eyes (feat. Qwentalis) – 4:20
7. Sustainer – 9:00
8. Witchcraft – 3:24
9. Redemption – 5:03
10. Konami Kode (feat. Donny Goines) – 3:46
11. Melody Circus – 3:27
12. Fat Cat Shuffle – 4:00
13. Bananonymous – 6:12
14. The Horror – 4:42
15. Manslaughter (feat. Svanur Papparazzi) – 5:27
16. Paradisco – 4:00
17. Black Magic – 3:46
18. Face Off – 3:30
19. Pirate Bay (feat. Twistex) – 3:37
20. No Time for Pussy – 4:36
21. The Beginning is Near – 4:17
22. Sayonara – 4:41